# Rosendorf (Thüringen)
Rosendorf ist eine Gemeinde im nordöstlichen Saale-Orla-Kreis (Thüringen).

## Geografie
Die Gemeinde liegt auf einem Höhenzug am rechten Ufer der Orla, etwa acht Kilometer nordwestlich der Stadt Triptis.

### Gemeindegliederung
Die Gemeinde besteht aus den Ortsteilen Rosendorf und Zwackau.

## Geschichte
Rosendorf wurde erstmals am 4. Oktober 1209 unter dem Namen Hungersdorf urkundlich erwähnt. Erst im 17. Jahrhundert erhielt das Dorf seinen heutigen Namen.
Die erste urkundliche Erwähnung von Zwackau erfolgte mit der Bezeichnung Cwackow (Cwakow) in einem Lehensregister des Jahres 1378.
Die heutige Kirche wurde 1787 anstelle einer älteren Vorgängerkirche gebaut.
Am 1. Juli 1950 wurde die bis dahin eigenständige Gemeinde Zwackau eingegliedert.

### Einwohnerentwicklung
Entwicklung der Einwohnerzahl (jeweils 31. Dezember):
| - 1994: 188 - 1995: 194 - 1996: 199 - 1997: 194 - 1998: 192 - 1999: 195 | - 2000: 186 - 2001: 186 - 2002: 181 - 2003: 180 - 2004: 182 - 2005: 177 | - 2006: 177 - 2007: 183 - 2008: 180 - 2009: 176 - 2010: 174 - 2011: 174 | - 2012: 171 - 2013: 173 - 2014: 176 - 2015: 173 - 2016: 172 - 2017: 167 | - 2018: 171 - 2019: 159 - 2020: 161 - 2021: 166 - 2022: 171 - 2023: 162 |

 Datenquelle: Thüringer Landesamt für Statistik

## Politik

### Gemeinderat
Der Rat der Gemeinde besteht aus 6 Ratsfrauen und Ratsherren.
| Sitzverteilung des Gemeinderates 2019Insgesamt 6 Sitze - Freie Wählergemeinschaft: 6 |                                             |          |        |          |        |          |        |          |        |          |        |          |        |      |      |  |      |      |
| Parteien und Wählergemeinschaften                                                    | Parteien und Wählergemeinschaften           | 2019     | 2019   |          | 2014   | 2014     |        | 2009     | 2009   |          | 2004   | 2004     |        | 1999 | 1999 |  | 1994 | 1994 |
| Parteien und Wählergemeinschaften                                                    | Parteien und Wählergemeinschaften           | Anteil a | Sitze  | Anteil a | Sitze  | Anteil a | Sitze  | Anteil a | Sitze  | Anteil a | Sitze  | Anteil a | Sitze  |      |      |  |      |      |
| Freie Wählergemeinschaft                                                             |                                             | 81,4     | 6      | —        | —      | —        | —      | —        | —      | —        | —      | 89,8     | 5      |      |      |  |      |      |
| Freie Wählergem. Rosend./Zwack                                                       |                                             | —        | —      | 75,8     | 6      | —        | —      | 75,5     | 6      | 77,2     | 6      | —        | —      |      |      |  |      |      |
| FREIE WÄHLER                                                                         | FW                                          | —        | —      | —        | —      | 81,5     | 6      | —        | —      | —        | —      | —        | —      |      |      |  |      |      |
| Christlich Demokratische Union                                                       | CDU                                         | —        | —      | —        | —      | —        | —      | —        | —      | —        | —      | 10,2     | 1      |      |      |  |      |      |
| sonstige Kandidaten                                                                  | sonstige Kandidaten                         | 18,7     | —      | 24,3     | —      | 18,5     | —      | 24,5     | —      | 22,9     | —      | —        | —      |      |      |  |      |      |
| prozentualer Anteil ungültiger Stimmabgaben                                          | prozentualer Anteil ungültiger Stimmabgaben | 0,9      |        | 0,9      |        | 0,9      |        | 1,8      |        | 5,2      |        | 3,2      |        |      |      |  |      |      |
| Sitze gesamt                                                                         | Sitze gesamt                                | 6        | 6      | 6        | 6      | 6        | 6      | 6        | 6      | 6        | 6      | 6        | 6      |      |      |  |      |      |
| Wahlbeteiligung                                                                      | Wahlbeteiligung                             | 73,3 %   | 73,3 % | 77,4 %   | 77,4 % | 69,2 %   | 69,2 % | 77,2 %   | 77,2 % | 79,2 %   | 79,2 % | 89,5 %   | 89,5 % |      |      |  |      |      |

### Wappen
Das Wappen wurde am 9. Januar 1995 durch das Thüringer Landesverwaltungsamt genehmigt.
Blasonierung: „Unter grünem gezahntem Schildhaupt, worin eine goldene linksgerichtete Ähre, in Silber eine rote Rose mit goldenem Butzen und grünen Kelchblättern.“
Der grüne Schildhaupt mit der goldenen Ähre symbolisiert die Haupterwerbszweige beider Ortsteile Rosendorf und Zwackau, nämlich die Land- und Forstwirtschaft. Für den Ortsteil Rosendorf wurde als redendes Symbol eine Rose in das Wappen aufgenommen.

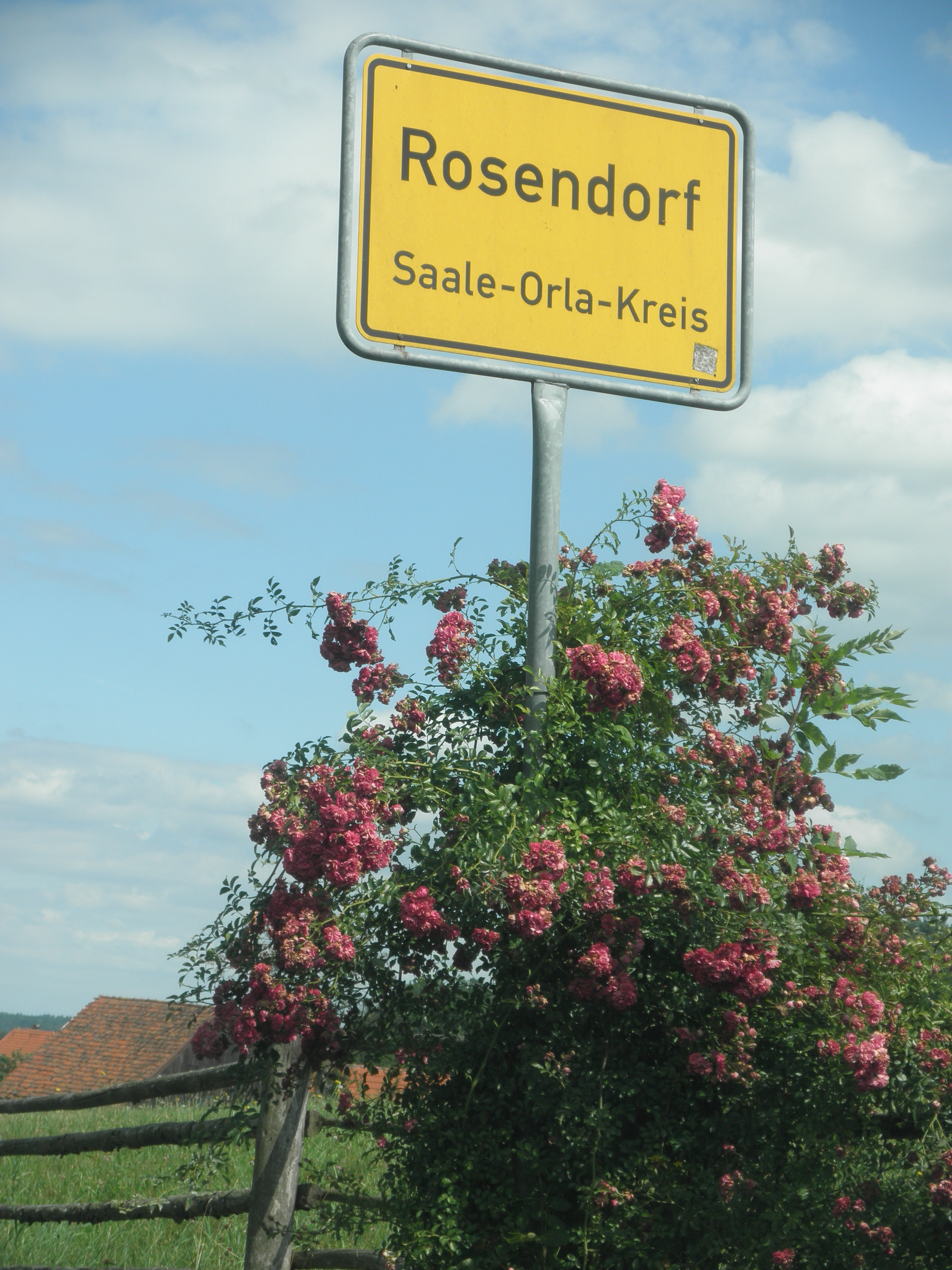
Ortstafel von Rosendorf
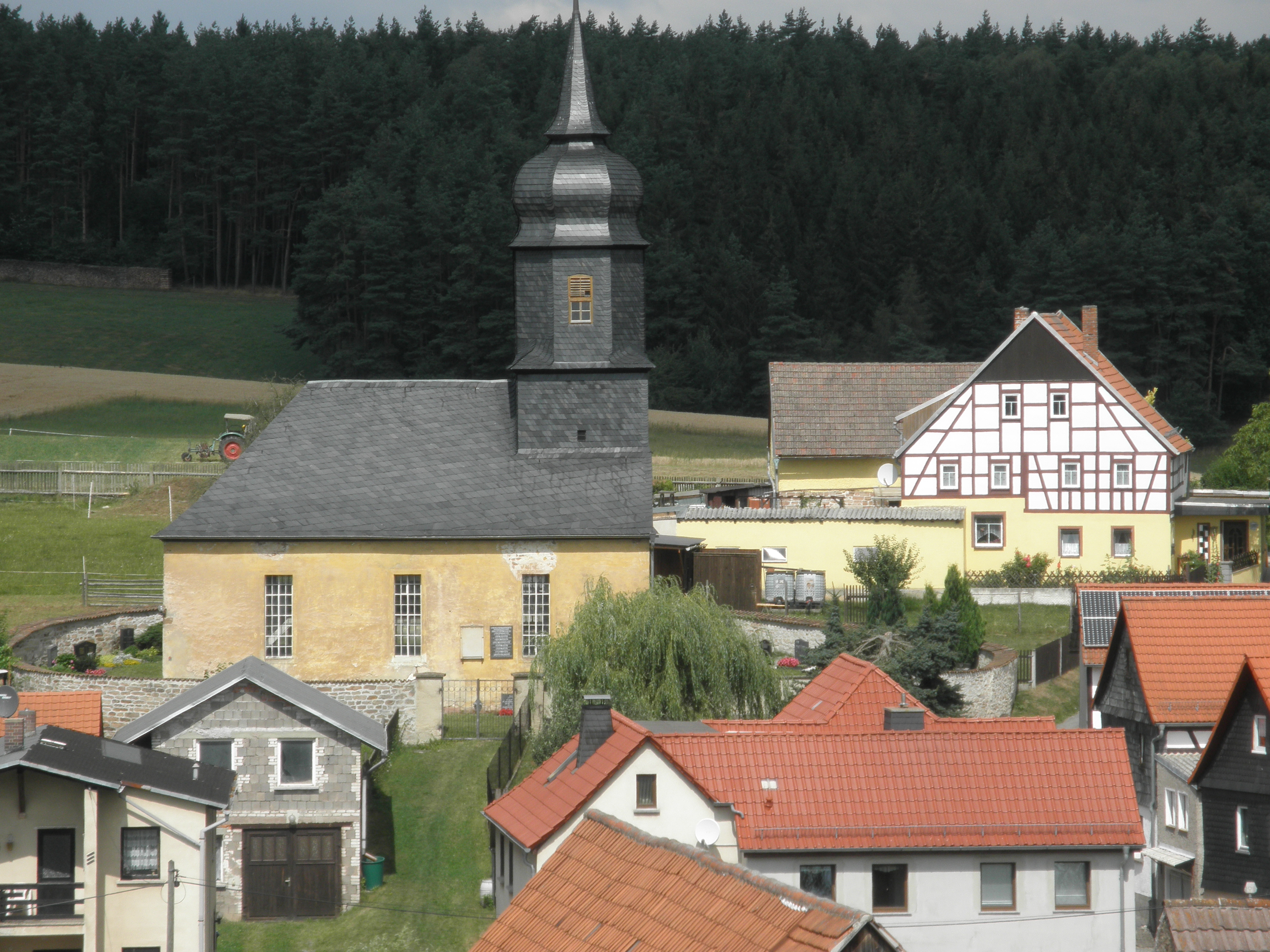
Ortszentrum von Rosendorf
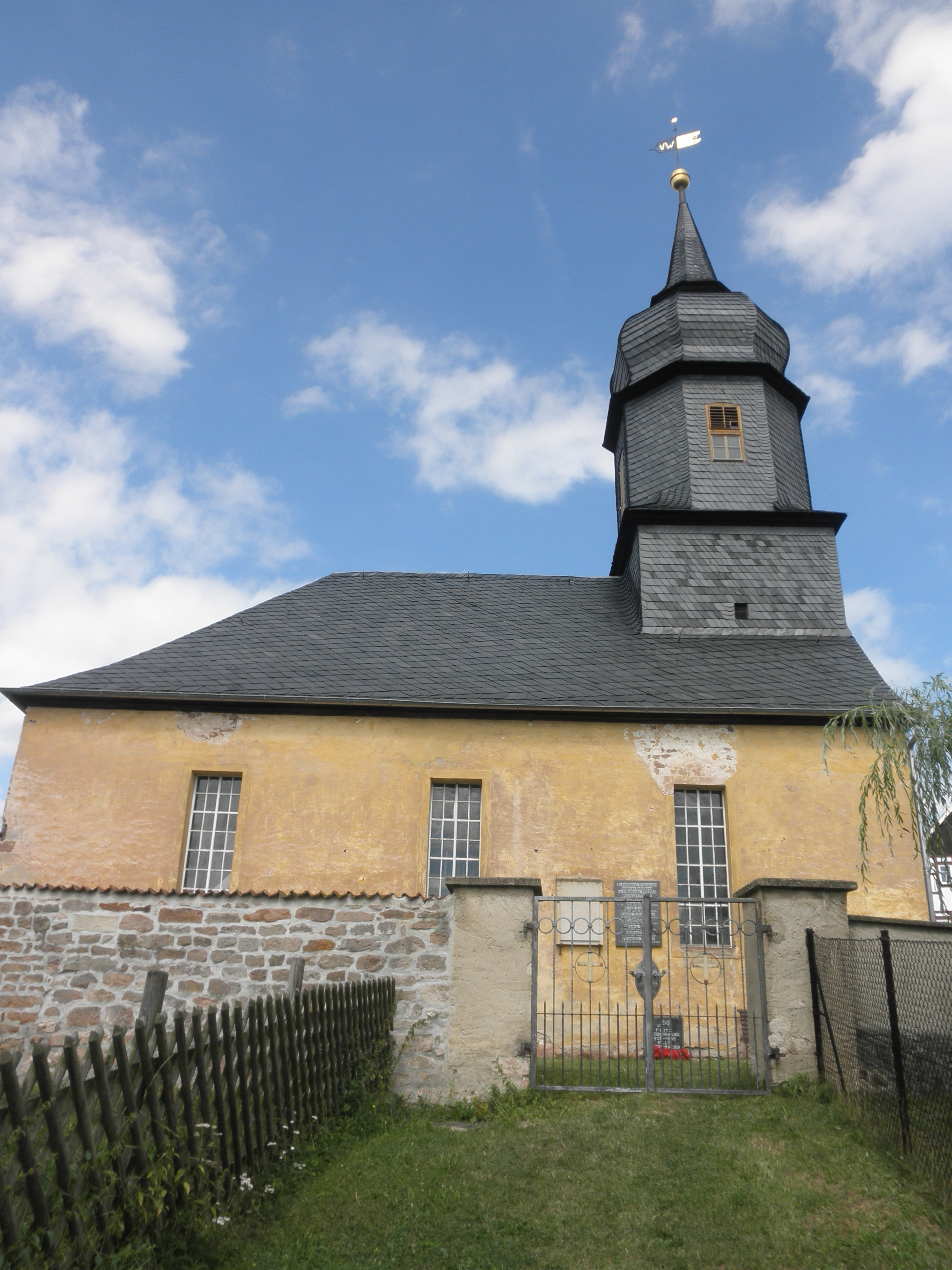
Kirche von Rosendorf
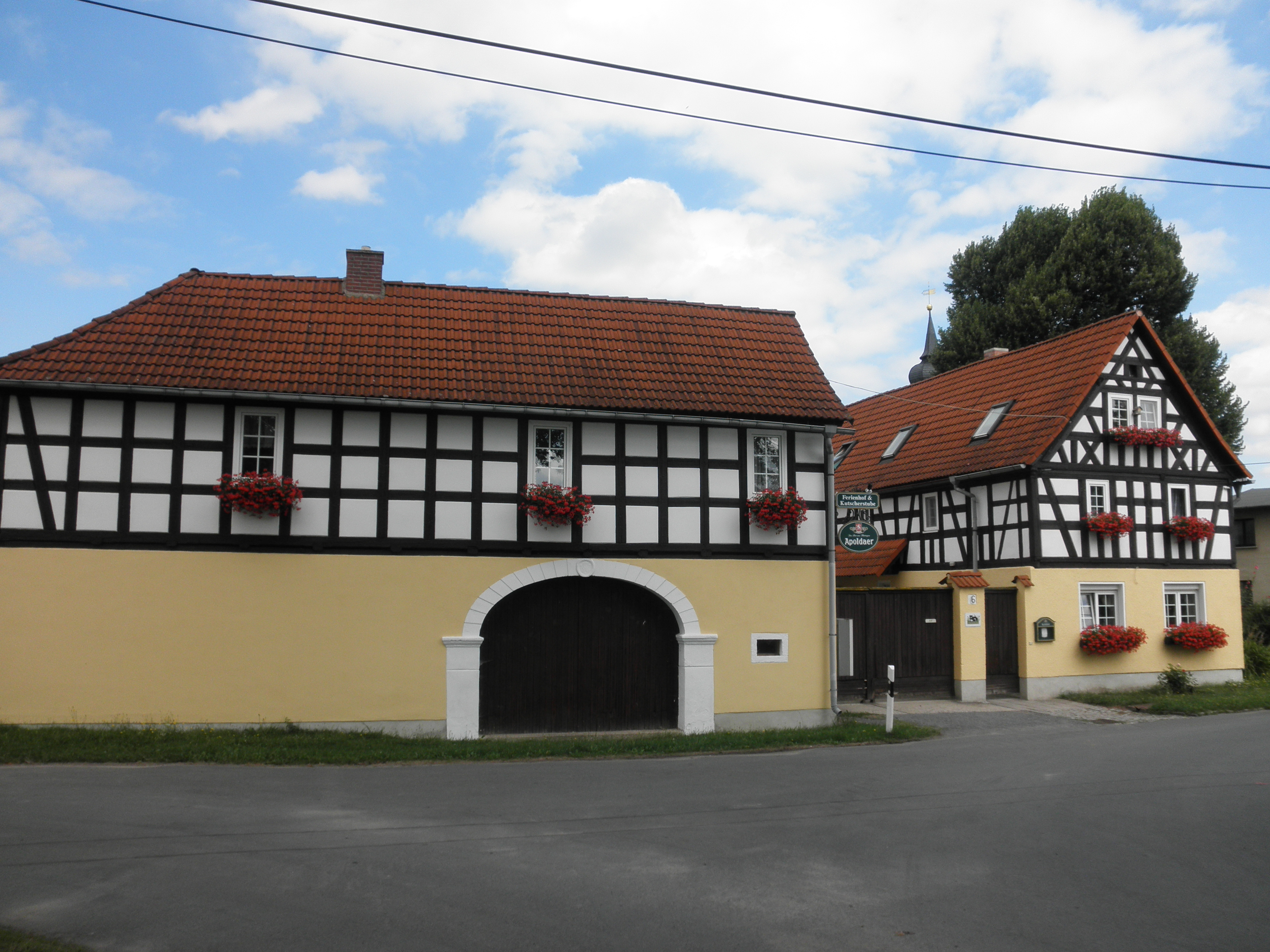
Fachwerkhof in Rosendorf